# Banchus dilatatorius
Banchus dilatatorius là một loài tò vò trong họ Ichneumonidae.